# Rue Paul-Cézanne
La rue Paul-Cézanne est une voie privée du 8e arrondissement de Paris, en France.

## Situation et accès
La rue Paul-Cézanne est une voie située dans le 8e arrondissement de Paris. Elle débute au 172, rue du Faubourg-Saint-Honoré et se termine au 25, rue de Courcelles.

## Origine du nom

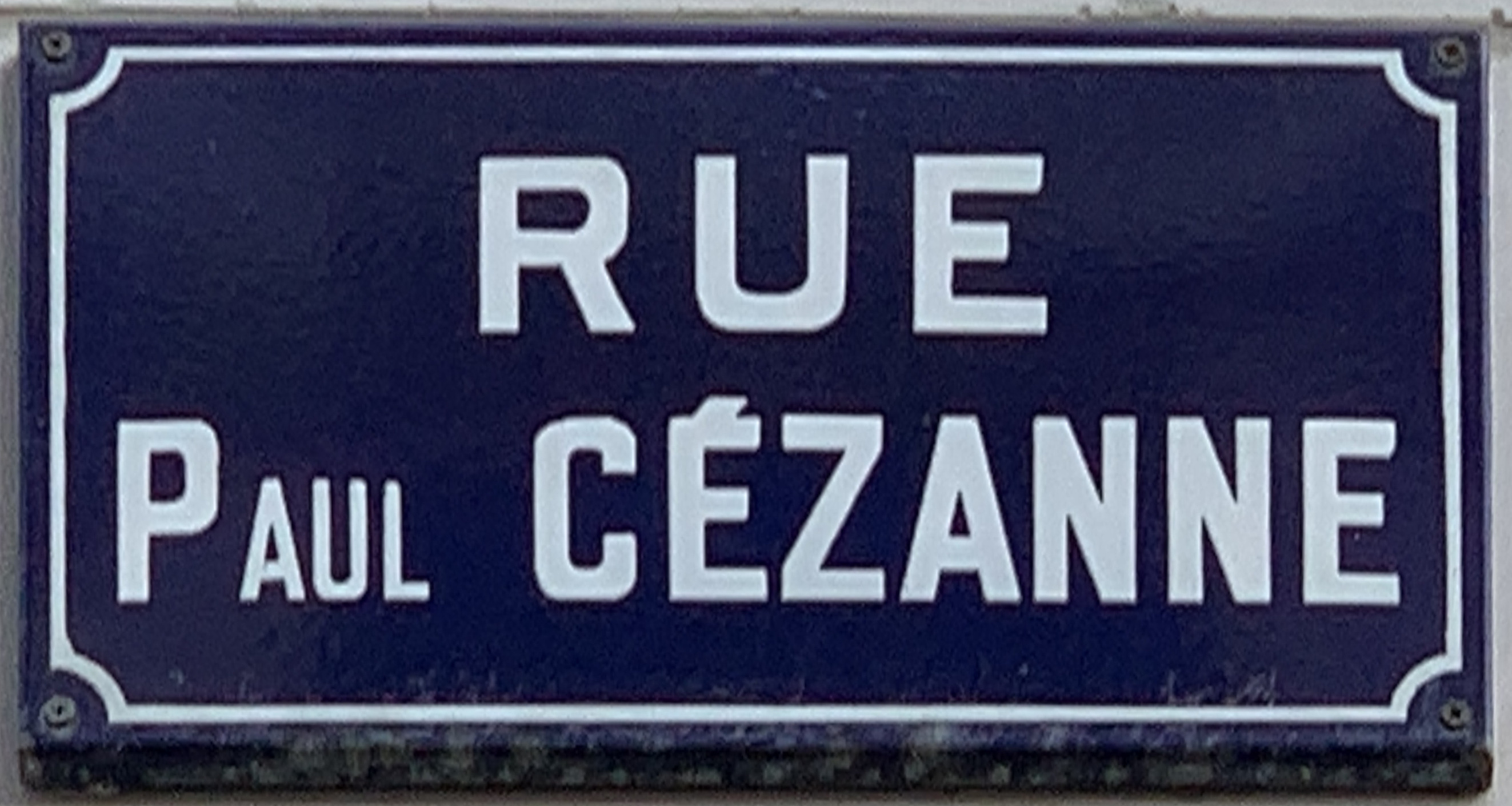
Plaque de la rue.

Elle porte le nom du peintre français Paul Cézanne (1839-1906).

## Historique
Cette voie est ouverte sous sa dénomination actuelle en 1930.

## Bâtiments remarquables et lieux de mémoire

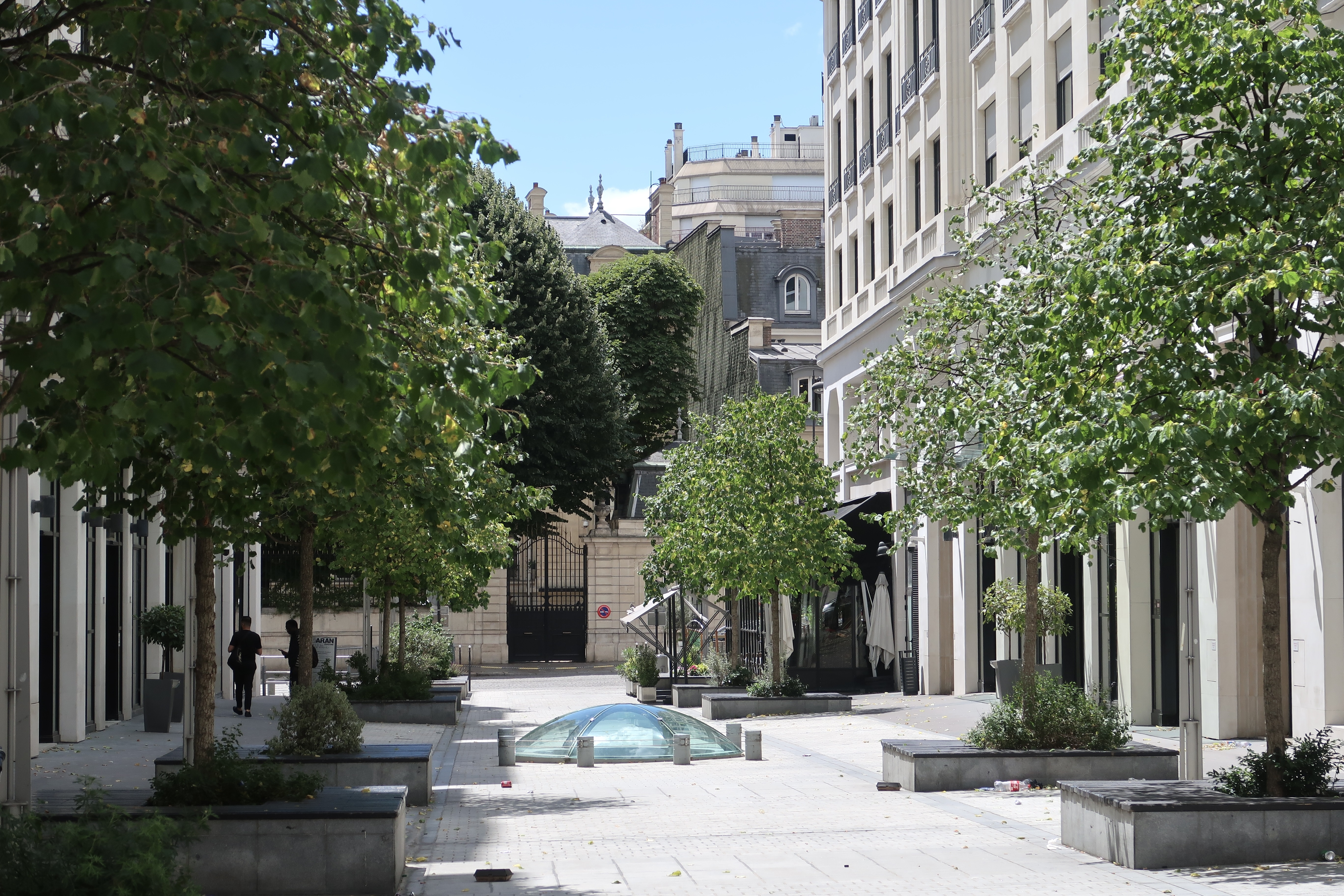
Autre vue de la voie.